# La Peña
La Peña és un municipi de la província de Salamanca a la comunitat autònoma de Castella i Lleó. Limita amb La Vídola i Villarino de los Aires a l'Est, Valsalabroso al Sud, Cabeza del Caballo i Masueco a l'Oest i amb Pereña de la Ribera al Nord.

## Demografia
| 1991 | 1996 | 2001 | 2004 |
| ---- | ---- | ---- | ---- |
| 183  | 167  | 152  | 141  |